# 韓國駐美國大使館
大韓民國駐美國大使館（：／）是大韓民國外交部對美國設置的最高外交代表机构，座落於華盛頓使館區麻薩諸塞大道。其下轄韓國駐紐約、波士頓、芝加哥、休士頓、舊金山、洛杉磯、西雅圖、亞特蘭大、檀香山等地的總領事館。

## 建筑
由于大使馆主办公楼规模较小，靠近主办公大楼的另外两座麻薩諸塞大道沿線建筑物，容纳其领事課和韩国文化院。大使馆在附近的弗吉尼亚州阿灵顿县设有一座分館。大使官邸位于附近的春谷街区，紧邻美利坚大学。

## 领事馆
韩国除了华盛顿特区的大使馆外，还设有9个总领事馆和4个领事辦公室（出張所），以便更好地为来自美国各地的韩国人和外国人提供外交服务。设在华盛顿特区的大使馆、设在50个州的9个总领事馆和设在关岛阿加尼亞的领事辦公室将美国领土划分为11个互不重叠的领事辖区，每个领馆只在其专属管辖范围内提供领事服务。而駐安克雷奇、达拉斯和費城3个领事辦公室不拥有独家领事管辖权，分別附屬於駐西雅圖、休士頓及紐約總領事館轄區內，分别为阿拉斯加州、达拉斯沃斯堡都会区、賓州和德拉瓦州境內人士提供领事服务。各領事機構如下：
- 韓國駐紐約總領事館（朝鲜语：주뉴욕 대한민국 총영사관）
  - 韓國駐費城領事辦公室
- 韓國駐波士頓總領事館
- 韓國駐芝加哥總領事館
- 韓國駐亞特蘭大總領事館
- 韓國駐休士頓總領事館
  - 韓國駐達拉斯領事辦公室
- 韓國駐洛杉磯總領事館（朝鲜语：주로스앤젤레스 대한민국 총영사관）
- 韓國駐舊金山總領事館（朝鲜语：주샌프란시스코 대한민국 총영사관）
- 韓國駐西雅圖總領事館
  - 韓國駐安克拉治領事辦公室
- 韓國駐檀香山總領事館（朝鲜语：주호놀룰루 대한민국 총영사관）
- 韓國駐阿加尼亞領事辦公室